# Thư viện Thành phố Kakegawa
Thư viện Thành phố Kakegawa (掛川市立図書館 (Quải Xuyên thị lập đồ thư quán)/ かけがわしりつとしょかん/ ケーケガワ・シティー・ライブラリー Kakegawa shiritsu toshokan) là một thư viện thành phố được thành lập và điều hành bởi thành phố Kakegawa, tỉnh Shizuoka, Nhật Bản. Có ba thư viện, Thư viện Trung tâm, Thư viện Daito và Thư viện Oosuga, và một thư viện di động di chuyển quanh thành phố cho những cư dân sống xa thư viện.

## Sử dụng
Ngoài ba thư viện (Thư viện Trung tâm, Thư viện Daito và Thư viện Osuga), một thư viện di động di chuyển liên tục quanh thành phố phục vụ cho cư dân sống xa thư viện. Bất cứ ai sống, đi làm hoặc đi học ở Thành phố Kakegawa và những người sống ở các thành phố và thị trấn lân cận (Thành phố Fukuroi, Thành phố Kikugawa, Thành phố Shimada, Thị trấn Mori và Thành phố Omaezaki) đều có thể mượn sách tại bất kỳ thư viện nào.
Thẻ thành viên bắt buộc được cấp cho độc giả khi sử dụng thư viện lần đầu tiên và giống nhau cho tất cả các thư viện, kể cả thư viện di động.